# El Moreno Michael
Larry Martínez (Caracas, 30 de septiembre de 1967), más conocido como El Moreno Michael, es un imitador, actor, comediante, humorista, productor, cantante y músico venezolano. Conocido también por haber formado parte del elenco de programas de humor como 900 Risas de Radio Caracas Televisión y Cheverísimo del canal de televisión Venevision.
Sus personajes más conocidos son Doña Blanca Nieves (Anteriormente Doña Blancanieves) y Papi Ricky, y entre sus imitaciones está Michael Jackson, Celia Cruz, Don Francisco, Juan Gabriel, La Tigresa del Oriente, Luis Miguel, Oscar D León, Marc Anthony, Héctor Lavoe, Tito Puente, Tito Rojas, Servando y Florentino, entre otros.

## Biografía
Nació en Caracas, Venezuela, el 30 de septiembre de 1967. El origen del nombre Moreno Michael viene cuando interpretó como bailarín “El Moreno está” imitando a Michael Jackson bailando merengue en el programa de televisión de Venevisión Sábado Sensacional, en 1989. 
Inició su carrera el 23 de febrero de 1989 haciendo el doble de Michael Jackson, en el local Ilusión (Caracas) en el Show de los Dobles. 
Ha realizado presentaciones en Estados Unidos, España, Portugal, Curaçao, Panamá, Colombia, Chile, Ecuador, Argentina, Uruguay y República Dominicana.
Participó en el Madison Square Garden, en 1994, en el festival del humor. También fue parte del Festival Internacional del Humor de Colombia en 1992, 1993, 1994 y 1996. En Argentina recibió el premio al mejor show cómico (1995) en el Mar del Plata.
También participó en programas de televisión como Don Francisco Presenta, Sábado Gigante, Despierta América, La Bola, 900−RISAS, Las Metiches en Univision Miami, También en Argentina con Tinelly y Hola Susana, en “Video Match” imitando a Michael Jackson cuando el verdadero cantante se presentaba en el River Plate, Buenos Aires en 1993.
En 2003, el Moreno Michael promueve profesionalmente el humor en un homenaje (Eternamente Azúcar) a Celia Cruz.
Fue humorista del programa de humor Cheverísimo entre el 2000 hasta 2020. Además fue figura cómica y jurado en Buscando una estrella en el programa de televisión Súper Sábado Sensacional. También en el mismo programa, trabajó como jurado en el show El Precipicio haciendo tanto una caracterización del cantante y compositor mexicano Juan Gabriel llamado Juanga así cómo su caracterización de Don Francisco. Participó también en varias ocasiones en La guerra de los sexos cómo concursante, personificando tanto a Doña Blanca Nieves cómo a sus caracterizaciones de Juanga, Óscar D'León, Don Francisco y Michael Jackson, siendo tal vez el participante más recurrente precisamente por su versatilidad actoral. Eventualmente, obtuvo su propia gincana en el programa, en el que presenta cómo Don Francisco (junto a un imitador del Chacal de la Trompeta llamado Chacalito, con quién compartía además cómo jurado en El Precipicio) a los participantes de cada semana para que éstos cantaran en una parodia del segmento de canto de Sábado Gigante. El segmento se mantuvo hasta el final del programa en 2014.
En 2015 y hasta el 2017 tuvo su propio programa en el Canal TVES, llamado Nuestra Noche, en el cual combinó el Humor la Comedia y la Música con sus personajes y los artistas invitados que eran entrevistados y acompañados por una orquesta.

## Doña Blancanieves
Doña Blancanieves o Doña Blanca Nieves es el personaje propio de Martínez, es una mujer de 75 años de edad, es morena y viste por lo general un vestido azul y usa unos lentes oscuros con un cabello canoso; posee un bolso del cual saca muchas cosas y objetos. El personaje nació en el programa La Bola que luego se llamó 900 Risas, luego apareció muchas veces en Súper sábado sensacional y participó en muchas ocasiones en La guerra de los sexos, luego en el Programa del Moreno Michael.
- Datos: Q5351641
- Multimedia: El Moreno Michael / Q5351641